# Готтселиг, Джонни
Джонни (Иоганнес) Гоцелиг (англ. Johannes (Johnny) Gottselig; 1906—1986) — канадский хоккеист немецкого происхождения; левый крайний нападающий, который провел 17 сезонов в Национальной хоккейной лиги с 1928 по 1945 годы. Также — хоккейный тренер.
Двукратный обладатель Кубка Стэнли в составе «Чикаго Блэкхокс» (1934, 1938).

## Биография
Родился 24 июня 1906 года в небольшой немецкой католической деревне Клостердорф в Херсонской губернии Российской империи и в этом же году с семьёй эмигрировал в Канаду. Вырос в городе Реджайна провинции Саскачеван. В более поздние годы он говорил, что родился в Одессе. Его родителями были Albert Gottselig и Margarethe Weber.
Первоначально выступал за команду «Реджайна Пэтс». В сезоне 1927/1928 играл в Winnipeg Maroons (American Hockey Association). Затем свою карьеру в НХЛ провёл в Чикаго с командой «Чикаго Блэкхокс», проведя за неё 589 игр, забил 176 голов и сделал 195 результативных передач (набрав 371 очко). Выиграл два Кубка Стэнли в карьере — в 1934 и 1938 годах. После того, как его хоккейная карьера завершилась, Гоцелиг стал главным тренером команды, а затем работал в команде на посту директора по связям с общественностью.
Кроме хоккея Джонни Гоцелиг в течение нескольких лет был менеджером женской бейсбольной команды в All-American Girls Professional Baseball League — работал в Racine Belles (1943—1944), Peoria Redwings (1947) и Kenosha Comets (1949—1950).
Умер от сердечного приступа 15 мая 1986 года в Чикаго, штат Иллинойс. Похоронен в городе Эванстон (Иллинойс) на кладбище Calvary Cemetery. На надгробии указан год рождения 1905.